# 1606 Jekhovsky
1606 Jekhovsky (1950 RH) là một tiểu hành tinh vành đai chính được phát hiện ngày 14 tháng 9 năm 1950 bởi L. Boyer ở Algiers.